# Helge Törn
Helge Aatos Törn (Helsinque, 15 de dezembro de 1928 – 3 de outubro de 2023) foi um ex-ciclista olímpico finlandês. Representou sua nação nos Jogos Olímpicos de Verão de 1952, na prova de velocidade.